# Сельское поселение Воротнее
Сельское поселение Воротнее — муниципальное образование в Сергиевском районе Самарской области.
Административный центр — село Воротнее.

## Административное устройство
В состав сельского поселения Воротнее входят:
- село Воротнее,
- село Елховка,
- аул Краснорыльский,
- посёлок Красные Дубки,
- посёлок Лагода.